# Комбовен
Комбовен (фр. Combovin) насеље је и општина у источној Француској у региону Рона-Алпи, у департману Дром која припада префектури Валанс.
По подацима из 2011. године у општини је живело 409 становника, а густина насељености је износила 11,41 становника/km². Општина се простире на површини од 35,86 km². Налази се на средњој надморској висини од 362 метара (максималној 1.148 m, а минималној 336 m).

## Демографија
| 1962. | 1968. | 1975. | 1982. | 1990. | 1999. | 2011. |
| ----- | ----- | ----- | ----- | ----- | ----- | ----- |
| 215   | 217   | 214   | 259   | 341   | 361   | 409   |

График промене броја становника у току последњих година